# Sandy Duncan (actrice)
Pour les articles homonymes, voir Duncan.
Sandy Duncan est une actrice américaine, née le 20 février 1946 à Henderson, au Texas (États-Unis).

## Filmographie
- 1951 : C'est déjà demain (Search for Tomorrow) (série télévisée) : Helen (1964)
- 1971 : La Cane aux œufs d'or (The Million Dollar Duck)) : Katie Dooley
- 1971 : Funny Face (série télévisée) : Sandy Stockton
- 1971 : Star Spangled Girl : Amy Cooper
- 1972 : The Sandy Duncan Show (série télévisée) : Sandy Stockton
- 1972 : Fantomatiquement vôtre, signé Scoubidou  (The New Scooby-Doo Movies) (TV animé): Elle-même (voix)
- 1974 : Bacharach 74 (TV)
- 1974 : Family Theatre: Married Is Better (TV) : Sandy
- 1974 : Sandy in Disneyland (TV) : Hostess
- 1976 : Christmas in Disneyland (TV) : Tour Guide
- 1976 : Pinocchio (TV) : Pinocchio
- 1976 : America Salutes Richard Rodgers: The Sound of His Music (TV)
- 1976 : L'Homme qui valait trois milliards (The Six Million Dollar Man) (série télévisée), saison 4 épisodes 1 et 2 : Gillian
- 1977 : Racines (Roots) (feuilleton TV) : Missy Anne Reynolds
- 1978 : Le Chat qui vient de l'espace (The Cat from Outer Space) de Norman Tokar : Dr Elizabeth 'Liz' Bartlett
- 1979 : Liberace: A Valentine Special (TV)
- 1981 : Rox et Rouky (The Fox and the Hound) : Vixey (voix)
- 1986 : Mon petit poney (My Little Pony and Friends) (série télévisée) : Firefly
- 1987 : Act II (TV) : Meg Madison
- 1986 : Valérie (série télévisée) : Sandy Hogan (1987-1988)
- 1988 : The Hogan Family (série télévisée) : Sandy Hogan
- 1988 : Alf (série télévisée, saison 2 épisode 24) : Sandy Duncan
- 1989 : My Boyfriend's Back (TV) : Chris Henry
- 1991 : Roco.o.Rico (Rock-A-Doodle) : Peepers (voix)
- 1992 : Barney (Barney & Friends) (série télévisée) : Mother
- 1993 : Tremblement de terre à San Francisco (Miracle on Interstate 880) (TV) : Lorrie Helm
- 1994 : Le Cygne et la Princesse (The Swan Princess) : Queen Uberta (voix)
- 1998 : The Swan Princess: Sing Along (voix)
- 2001 : Never Again : Natasha
- 2001 : G Spots? : The Queen